# Franz Xaver Kappus
Franz Xaver Kappus (Temesvár, 1883. május 17. — Berlin, 1966. október 8.) bánsági sváb író, újságíró.

## Életútja
Franz Xaver Kappus középiskolai tanulmányait szülővárosában végezte (1894-98), majd Bécsújhelyen járt katonai akadémiára , hadnagyi fokozatot ért el (1905). 1906-ban levelezni kezdett Rainer Maria Rilkével, levelezésüket 1929-ben adta közre a lipcsei Inselverlag Briefe an einen jungen Dichter (Levelek egy fiatal költőtől) címen.
Hosszú éveken át katonatisztként szolgált a Habsburg Birodalom több városában, Bécsben, Pozsonyban, Dalmácia különböző településein. Ezen idő alatt verseket, humoreszkeket, karcolatokat írt, amelyek bécsi, berlini, müncheni magazinokban jelentek meg. 1911-ben ő szerkesztette Bécsben a Zeitschrift Militärische Rundschau (Katonai Szemle) című lapot a k.u.k. hadügyminisztérium megbízásából.
1914-ben a keleti frontra vezényelték, ahol tüdőlövést kapott, s kórházba került, majd felgyógyult. 1916-ban megnősült, 1917-től a Belgrader Nachrichten tätig (Belgrádi hírek) című lap szerkesztője lett, összebarátkozott a szintén bánsági származású erdélyi szász Otto Alscher költővel. 1918-ban megkapta a Ferenc József-rend lovagkeresztjét és az adott év őszén hazaköltözött Temesvárra.
Maga és családja megélhetését az újságírás területén igyekezett biztosítani, tevékenységét egy német nyelvű bánsági napilapnál (Banater Tagblatt) kezdte. 1922-ben a temesvári német nyelvű liberális napilaphoz csatlakozott, 1923-tól a bukaresti sajtó német tudósítója lett, számos esszét írt és recenziókat a magyar, német, román irodalmi termékekről. Igen népszerű újságíró volt Temesvárt.
Szatirikus katonai történeteket dolgozott fel vígjáték, regény műfajban, amelyekkel Berlinben is nagy sikereket aratott, s ott ki is adták azokat. Die Frau des Künstlers (A művész felesége) c. regényéből 1926-ban készült werkfilm. 1922-ben írt Der rote Reiter (Vörös lovas) című regénye nyomán 1934-1935-ben készült werkfilm, a forgatókönyvet is Franz Xaver Kappus írta. A rendező Rolf Randolf.
Berlini sikerei hatására 1925-ben letelepedett Berlinben, ahol az Ullstein Kiadóban kapott lektori állást, s egyben ez a kiadó volt az, amely legtöbb művét még életében kiadta.
1928-ban Bíró Lajos egyik regényét (Toinette vagy Dubarry grófné a huszadik században) lefordította németre. Sokat írt a Berliner Zeitungba Temesvárról, az ő szülővárosáról is, s sváb lévén próbálta magyarázni a németeknek az ő több nemzetiséghez (szász, magyar, román, szerb) való elkötelezettségét, indentitását.
Műveit folyamatosan kiadták, a második világháború alatt volt egy szünet szépirodalmi munkásságában, de a háború után megint tovább működött, 1949-ben Flucht in die Liebe (Menekülés a szerelem) című regényében kifejtette nácizmus-ellenes állásfoglalását. Az újságírás és a szépirodalom terén dolgozott haláláig, 83 éves korában hunyt el Berlinben.
Franz Xaver Kappus műveinek egyik magyar fordítója a szintén temesvári születésű Kastriener Sámuel volt.

## Magyarul
- A teniszbajnoknő. Regény. Ford. Váradi Miklós. Budapest, Singer-Wolfner, 1930 (Milliók könyve, 191)
- Versenyfutás a sorssal. Ford. Toroczkói Miklós. Budapest, Tolnai, 1936 (Világkönyvtár)
- Edda megvívja a harcát. Ford. Forró Pál. Budapest, Tolnai, 1937 (Világkönyvtár)

## Fordítás
- Ez a szócikk részben vagy egészben  a   Franz Xaver Kappus című német Wikipédia-szócikk fordításán alapul.  Az eredeti cikk szerkesztőit annak laptörténete sorolja fel. Ez a jelzés csupán a megfogalmazás eredetét és a szerzői jogokat jelzi, nem szolgál a cikkben szereplő információk forrásmegjelöléseként.